# جوزيف فيتزجيرالد
جوزيف فيتزجيرالد (بالإنجليزية: Joseph Fitzgerald)‏ (و. 1904 – 1987 م) هو لاعب هوكي الجليد أمريكي، ولد في ماساتشوستس، شارك في الألعاب الأولمبية الشتوية 1932، مركز لعبه هو مدافع ‏، توفي في نيدهام، عن عمر يناهز 83 عاماً.

## روابط خارجية
- جوزيف فيتزجيرالد على موقع EliteProspects.com (الإنجليزية)
- جوزيف فيتزجيرالد على موقع Eurohockey.com (الإنجليزية)
- جوزيف فيتزجيرالد على موقع أوليمبيديا (الإنجليزية)